# Служио сам енглеског краља
Служио сам енглеског краља (чеш. Obsluhoval jsem anglického krále) роман је чешког књижевника Бохумила Храбала. Написан у време строге комунистичке цензуре, први пут је објављен 1971. у облику самиздата у Едицији реза (Edice Pedlice), значајној илегалној издавачкој кући за самиздате. Званично и у облику обичне књиге објављен је тек 1983. у издању Џез одељења музичког савеза. Роман приповеда исповест Јана Дитеа, младог хотелског конобара, који препричава своје авантуре и сопствену визију света из периода док је служио у неколико чешких хотела. Сам Храбал је тврдио да је причу, која ће постати роман, чуо од шефа хотела Морска звезда у варошици Садска. Такође је тврдио да га је написао за 18. дана, а процес писања је објаснио речима: „Краљ“ је писан alla prima, писан је као кад путнички воз усред дана улази полако у веома дуг тунел, или у тамну мрачну ноћ. „Краљ“ је текст који се бојим да читам, чак не смем да погледам ни једну једину страну. Пун комичних, ироничних и гротескних ситуација, роман је исписан у облику дугачких параграфа и необично дугих реченица. Како је Џејмс Вуд, критичар часописа Лондон ривју оф букс, истакао: „Служио сам енглеског краља“ је весела, пустоловна прича, која почиње у стилу авантура барона Минхаузена, а завршава се сузама и самоћом; обликом типичним за Храбалова највећа дела. На основу књиге снимљен је истоимени филм из 2008. у режији Јиржија Мензела. Роман је преведен на српски језик.

## Издања на српском
- Бохумил Храбал, Служио сам енглеског краља  (са чешког превео: Милан Чолић), Народна књига, Београд, 1984.  27604999
- Бохумил Храбал, Служио сам енглеског краља  (са чешког превео: Милан Чолић), Дечје новине, Горњи Милановац, 1989.  25032449
- Бохумил Храбал, Служио сам енглеског краља  (са чешког превео: Драгољуб Матић), Агенција Тривић, Београд, 2005.  125101836